# Premi BAFTA 1966
I premi della 19ª edizione dei British Academy Film Awards furono conferiti nel 1966 dalla British Academy of Film and Television Arts alle migliori produzioni cinematografiche del 1965.

## Vincitori e candidati

### Miglior film internazionale (Best Film from any Source)
- My Fair Lady, regia di George Cukor
- Amleto (Gamlet), regia di Grigorij Michajlovič Kozincev
- La collina del disonore (The Hill), regia di Sidney Lumet
- Zorba il greco (Alexis Zorbas), regia di Michael Cacoyannis

### Miglior film britannico (Best British Film)
- Ipcress, regia di Sidney J. Furie
- La collina del disonore (The Hill)
- Darling, regia di John Schlesinger
- Non tutti ce l'hanno (The Knack ...and How to Get It), regia di Richard Lester

### Miglior film d'animazione (Best Animated Film)
- Do Be Careful Boys, regia di Nancy Hanna, Keith Learner e Vera Linnecar
- The Bargain, regia di Beryl Stevens
- Birds, Bees and Storks, regia di John Halas
- The Hoffnung Palm Court Orchestra, regia di Harold Whitaker

### Migliore attore britannico (Best British Actor)
- Dirk Bogarde – Darling
- Harry Andrews – La collina del disonore (The Hill)
- Michael Caine – Ipcress
- Rex Harrison – My Fair Lady

### Migliore attrice britannica (Best British Actress)
- Julie Christie – Darling
- Julie Andrews – Tempo di guerra, tempo d'amore (The Americanization of Emily)
- Julie Andrews – Tutti insieme appassionatamente (The Sound of Music)
- Maggie Smith – Il magnifico irlandese (Young Cassidy)
- Rita Tushingham – Non tutti ce l'hanno (The Knack ...and How to Get It)

### Migliore attore straniero (Best Foreign Actor)
- Lee Marvin – Cat Ballou
- Lee Marvin – Contratto per uccidere (The Killers)
- Jack Lemmon – Come uccidere vostra moglie (How to Murder Your Wife)
- Jack Lemmon – Scusa, me lo presti tuo marito? (Good Neighbor Sam)
- Anthony Quinn – Zorba il greco (Alexis Zorbas)
- Innokentij Michajlovič Smoktunovskij – Amleto (Gamlet)
- Oskar Werner – La nave dei folli (Ship of Fools)

### Migliore attrice straniera (Best Foreign Actress)
- Patricia Neal – Prima vittoria (In Harm's Way)
- Lila Kedrova – Zorba il greco (Alexis Zorbas)
- Simone Signoret – La nave dei folli (Ship of Fools)

### Migliore attore o attrice debuttante (Most Promising Newcomer to Leading Film Roles)
- Judi Dench – Alle 4 del mattino, due uomini... due donne (Four in the Morning)
- Michael Crawford – Non tutti ce l'hanno (The Knack ...and How to Get It)
- Barbara Ferris – Prendeteci se potete (Catch Us If You Can)
- Tom Nardini – Cat Ballou

### Migliore sceneggiatura per un film britannico (Best British Screenplay)
- Frederic Raphael – Darling
- W.H. Canaway, James Doran – Ipcress
- Ray Rigby – La collina del disonore (The Hill)
- Charles Wood – Non tutti ce l'hanno (The Knack ...and How to Get It)

### Migliore fotografia per un film britannico a colori (Best British Cinematography - Colour)
- Otto Heller – Ipcress
- Christopher Challis – Quei temerari sulle macchine volanti (Those Magnificent Men in Their Flying Machines or How I Flew from London to Paris in 25 hours 11 minutes)
- David Watkin – Aiuto! (Help!)
- Freddie Young – Lord Jim

### Migliore fotografia per un film britannico in bianco e nero (Best British Cinematography - Black and White)
- Oswald Morris – La collina del disonore (The Hill)
- Kenneth Higgins – Darling
- Gilbert Taylor – Repulsione (Repulsion)
- David Watkin – Non tutti ce l'hanno (The Knack ...and How to Get It)

### Migliore scenografia per un film britannico a colori (Best British Art Direction - Colour)
- Ken Adam – Ipcress
- Ken Adam – Agente 007 - Thunderball (Operazione tuono) (Thunderball)
- Geoffrey Drake – Lord Jim
- Thomas N. Morahan – Quei temerari sulle macchine volanti (Those Magnificent Men in Their Flying Machines or How I Flew from London to Paris in 25 hours 11 minutes)

### Migliore scenografia per un film britannico in bianco e nero (Best British Art Direction - Black and White)
- Ray Simm – Darling
- Arthur Lawson – Stato d'allarme (The Bedford Incident)
- Herbert Smith – La collina del disonore (The Hill)
- Alex Vetchinsky – 8 facce di bronzo (Rotten to the Core)

### Migliori costumi per un film britannico a colori (Best British Costume - Colour)
- Dinah Greet, Osbert Lancaster – Quei temerari sulle macchine volanti (Those Magnificent Men in Their Flying Machines or How I Flew from London to Paris in 25 hours 11 minutes)
- Joan Bridge, Elizabeth Haffenden – Le avventure e gli amori di Moll Flanders (The Amorous Adventures of Moll Flanders)
- Geoffrey Drake – Lord Jim
- Margaret Furse – Il magnifico irlandese (Young Cassidy)
- Margaret Furse – Uno sparo nel buio (A Shot in the Dark)
- Julie Harris – Aiuto! (Help!)

### Miglior documentario (Flaherty Documentary Award)
- Le olimpiadi di Tokyo (Tôkyô orimpikku), regia di Kon Ichikawa
- Brute Force and Finesse, regia di Max Morgan-Witts
- Deckie Learner, regia di Michael Grigsby
- Stravinsky, regia di Wolf Koenig e Roman Kroitor

### Miglior cortometraggio (Best Short Film)
- Rig Move, regia di Don Higgins
- 60 Cycles, regia di Jean-Claude Labrecque
- One of Them Is Named Brett, regia di Roger Graef

### Premio UN (UN Award)
- Le olimpiadi di Tokyo (Tôkyô orimpikku)
- A prova di errore (Fail-Safe), regia di Sidney Lumet
- Qualcuno da odiare (King Rat), regia di Bryan Forbes
- Zorba il greco (Alexis Zorbas)